# Эбелов, Михаил Исаевич
Михаил Исаевич (Мали-Кадель Исаевич) Эбелов (12 сентября 1855, Каменец-Подольская губерния — 13 июля 1919, Одесса) — генерал от инфантерии Русской императорской армии, военный губернатор Забайкальской области, главный начальник Одесского военного округа и военный губернатор Одессы в течение всей Первой мировой войны.

## Биография
Родился в местечке Немирово Каменец-Подольской губернии. Армянин по национальности. Православный. Сын полковника. Образование получил в Нижегородской графа Аракчеева военной гимназии. На военную службу вступил 14 июля 1873 года. В 1875 году в чине прапорщика окончил 3-е военное Александровское училище. Выпущен в 10-ю артиллерийскую бригаду. Дальнейшее продвижение по службе: подпоручик (со старшинством 9 декабря 1876 года), поручик (со старшинством 18 декабря 1878 года), штабс-капитан (со старшинством 29 ноября 1882 года). Зачислен в Николаевскую академию Генерального штаба, которую окончил по 1-му разряду в 1885 году. Тогда же произведён в капитаны (старшинство с 29 марта 1885). С 1 июня по 18 октября 1885 года — старший адъютант штаба 11-й пехотной дивизии. С 26 ноября 1885 по 10 ноября 1886 года — старший адъютант штаба 8-й пехотной дивизии. Затем по 3 октября 1887 года — старший адъютант штаба 6-го армейского корпуса. Цензовое командование ротой отбывал в 38-м пехотном Тобольском полку (с 1 декабря 1886 года по 1 декабря 1887 года). С 3 октября 1887 года по 5 декабря 1890 года начальник строевого отдела штаба Брест-Литовской крепости. Произведён в подполковники (со старшинством с 24 апреля 1888 года). Затем заведывающий передвижениями войск Варшавского района по 26 августа 1892 года. «За отличие» произведён в полковники со старшинством 05 апреля 1892 года.
С 26 августа 1892 года по 15 июля 1900 года — начальник военных сообщений Варшавского военного округа.
С 15 июля 1900 года по 18 июня 1901 года — начальник военных сообщений Приамурского военного округа. Произведён в генерал-майоры «за отличие» со старшинством от 31 июля 1900 года.
С 18 июня 1901 года по 7 ноября 1902 года — начальник военных сообщений Кавказского военного округа.
С 7 ноября 1902 года по 25 октября 1906 года — начальник штаба 20-го армейского корпуса.
С 25 октября 1906 года по 26 апреля 1908 года — Военный губернатор и командующий войсками Забайкальской области и наказной атаман Забайкальских казачьих войск. «За отличие» произведён в генерал-лейтенанты со старшинством от 22 апреля 1907 года.
С 20 марта 1909 года по 14 сентября 1911 года — начальник 34-й пехотной дивизии.
С 14 сентября 1911 года по 21 апреля 1913 года — помощник командующего войсками Иркутского военного округа. С 14 апреля 1913 года — генерал от инфантерии  «за отличие».
С 21 апреля 1913 года — помощник командующего войсками Одесского военного округа.

## Первая мировая война
С началом Великой войны Одесское градоначальство было объявлено на военном положении и была учреждена новая должность «Генерал-Губернатор всех областей Одесского военного округа, объявленных на военном положении». На эту должность 19 июля 1914 года был назначен М. И. Эбелов, пробывший на этом посту практически всю войну — только 09 августа 1917 года он был отчислен от должности за болезнью с назначением в резерв чинов при штабе Одесского военного округа.

## Революционный период
После того, как в Одессе стало известно об отречении Николая II, Эбелов арестовал и заключил в тюрьму городского голову Б. А. Пеликана и товарища городского головы Л. М. Мечникова, которые подали в отставку со своих постов в силу своих монархических убеждений. После Октябрьской революции оставался в Одессе. Считал, что ему ничего не угрожало, так как с начала революционных потрясений в бытность пребывания его на посту Генерал-губернатора «за пять месяцев в городе не было пролито ни капли крови». После занятия Одессы отрядом атамана Григорьева был арестован. Расстрелян Одесской ЧК после объявления на Украине красного террора «как контрреволюционер и твёрдо убеждённый монархист».

## Семья
Был женат, имел двух дочерей (на 1911—1914 гг.).